# Estadio Nuevo Mirandilla
Het Estadio Nuevo Mirandilla, tot 2021 Estadio Ramón de Carranza, is een multi-functioneel sportstadion in Cádiz, dat plaats biedt aan 20.724 toeschouwers. De vaste bespeler van het stadion is Cádiz CF.
Het stadion werd gebouwd in 1955. In 1984 werd het stadion voor de eerste maal gerenoveerd. Tussen 2003 en 2012 werden alle tribunes een voor een afgebroken en volledig opnieuw gebouwd.

## Interlands
Het Spaans voetbalelftal speelde vijf interlands in het stadion.
| 1 | 14 november 1979 | Spanje – Denemarken | 1 – 3 | Vriendschappelijk    | 18.000 |
| 2 | 18 januari 1984  | Spanje – Hongarije  | 0 – 1 | Vriendschappelijk    | 25.000 |
| 3 | 26 maart 1986    | Spanje – Polen      | 3 – 0 | Vriendschappelijk    | 17.000 |
| 4 | 15 november 2006 | Spanje – Roemenië   | 0 – 1 | Vriendschappelijk    | 16.000 |
| 5 | 15 november 2019 | Spanje – Malta      | 7 – 0 | EK 2020 kwalificatie | 19.773 |